# Franklin Roosevelt Bueres
Franklin Roosevelt Bueres Junior (ur. 18 maja 1971 w Osasco) – brazylijski futsalista, bramkarz, gracz Corinthians i reprezentacji Brazylii.

## Sukcesy

### Reprezentacyjne
- Mistrzostwo Świata (2): 2008, 2012
- Mistrzostwo Ameryki Południowej (2): 2000, 2008